# 安纳托利·卡托克
安纳托利·鲍里索维奇·卡托克（俄语：Анатолий Борисович Каток，1944年8月9日—2018年4月30日），美籍俄裔数学家。卡托克是宾夕法尼亚州立大学动力系统与几何中心的主任。

## 早期的生活和教育经历
安纳托利·卡托克毕业于莫斯科国立大学，1965年获得硕士学位，1968年获得博士学位，论文为《动力系统中周期逼近方法的应用》。1978年，他移居美国。他的夫人是数学家斯韦特兰娜·卡托克，她的专业方向也是在动力系统并且和安纳托利·卡托克共同创建了宾夕法尼亚州立大学的 MASS 本科生数学项目。

## 工作和研究
在读博士期间，安纳托利·卡托克（和A. Stepin）创建了一套关于保测度变换的周期变换逼近理论，这套理论通常被称为Katok-Stepin逼近。这套理论帮助解决了一些冯·诺依曼和柯尔莫戈罗夫提出的问题，并因此赢得了莫斯科的数学学会1967年的大奖。
他的下一个重要成果是单调（或 Kakutani）等效性，这个理论推广了流的速度变化理论。卡托克在动力系统中构造了许多重要的结构和例子，这些例子包括但不限于： 阿诺索夫—卡托克构造的光滑保测度的遍历微分同胚、任意曲面上的拥有非零李雅普诺夫指数的伯努利微分同胚，第一个不变叶状结构的富比尼的定理极端反例。
稍后，卡托克与埃隆·林登施特劳斯和曼弗雷德·艾因西德勒在A. Stepin猜想中的理论的丢番图近似值的问题上做出了重要贡献。
卡托克同样提出了许多在动力系统中十分重要的猜想和问题（他甚至为其中的一些问题提供了奖金），这些问题深刻的影响了动力系统的发展。他最著名的猜想是卡托克熵猜想，这个猜想创建测地流的几何性质和动力系统性质之间的联系。这个猜想是动力系统中第一个有关刚性的猜想。卡托克在过去的二十年中的研究一直集中在刚性理论上，和他的合作者们在光滑和几何刚性，高阶阿贝尔群和高阶李群格点的光滑作用的微分和上同调刚性，群作用的测度刚性和高阶阿贝尔群的非一致双曲作用等问题上做出了重要的贡献。
卡托克同时也做了一些关于非一致双曲的拓扑性质的研究。这些研究包括但不限于周期点的密度，周期点数目的下界以及拓扑熵的马蹄逼近。这些问题是他1983年国际数学家大会和1982年加州大学伯克利分校Rufus Bowen纪念讲座的主题。
卡托克和他的学生鲍里斯·哈塞尔布拉特合著了《现代动力系统理论导论》（剑桥出版社出版于1995年）。这本书被认为是现代动力系统的百科全书并且同时是该领域中引用率最高的著作。
安纳托利·卡托克不仅是《Journal of Modern Dynamics》的执行主编，同时也是多个著名杂志的编委会成员。这些杂志包括但不限于《Ergodic Theory and Dynamical Systems》、《Cambridge Tracts in Mathematics》和《Cambridge Studies in Advanced Mathematics》。

## 教学工作
迄今为止卡托克在下列机构拥有过教授席位：马里兰大学（1978-1984）、加州理工学院（1984-1990）、宾夕法尼亚州立大学（1990-）。自1996年起，卡托克成为了宾夕法尼亚州立大学的Raymond N. Shibley讲席教授。他到目前为止指导了44个博士。Mathematics Genealogy Project这个网站列举了他绝大多数的学生和121个学术后代。

## 荣誉
在1967年卡托克获得了莫斯科数学会青年数学家大奖（同时获奖的有A. Stepin和V. Oseledets）。在1983年卡托克成为了在华沙的国际数学家大会特别邀请人并且给了主题为”非一致双曲和光滑动力系统的结构“的报告。在2004年，卡托克当选为美国艺术与科学院院士。在2012年，他当选为美国数学会荣誉成员。

## 代表专著
- （页面存档备份，存于） Anatole Katok and Boris Hasselblatt, Introduction to the Modern Theory of Dynamical Systems, Encyclopedia of Mathematics and Its Applications 54, Cambridge University Press, 1995, ISBN 0-521-34187-6
- （页面存档备份，存于） Boris Hasselblatt and Anatole Katok, A First Course in Dynamics with a Panorama of Recent Developments, Cambridge University Press, 2003, ISBN 0521587506.
- （页面存档备份，存于） Anatole Katok, Combinatorial Constructions in Ergodic Theory and Dynamics, Pennsylvania State University, University Park, PA, University Lecture Series, 2003, ISBN 978-0-8218-3496-1.
- （页面存档备份，存于） Anatole Katok and Boris Hasselblatt (eds.) Handbook of Dynamical Systems, Vol 1A, Elsevier 2002, ISBN 0-444-82669-6.
- Anatole Katok and Boris Hasselblatt (eds.) Handbook of Dynamical Systems （页面存档备份，存于）, Vol 1B, Elsevier 2005, ISBN 0-444-52055-4.
- Anatole Katok and Vaughn Climenhaga, Lectures on Surfaces: (Almost) Everything You Wanted to Know about Them （页面存档备份，存于）, Pennsylvania State University – AMS, 2008, ISBN 978-0-8218-4679-7.
- Anatole Katok and Viorel Nitica, Rigidity in Higher Rank Abelian Group Actions: Volume 1, Cambridge University Press, June 2011, ISBN 9780521879095.